# Rangel Valchanov
Rangel Petrov Valchanov (en búlgaro: Рангел Петров Вълчанов, 12 de octubre de 1928 - 30 de septiembre de 2013) fue un actor de cine y director búlgaro.
Terminó dirección teatral en la Academia Nacional Krastyo Sarafov de Teatro y Cine de Artes en 1953. Comenzó a trabajar como asistente de dirección y luego como director. Vulchanov trabajó en Checoslovaquia entre 1970 y 1972, donde continuó trabajando en películas. Se convirtió en miembro de la Academia de Cine Europeo y un "artista del pueblo" en Bulgaria comunista. Fue votado como el mejor director de cine búlgaro del siglo XX.
Su película de 1986 Where Are You Going? se proyectó en la sección Un Certain Regard del Festival de Cannes 1986 y se inscribió en la competencia principal en el 15 Festival Internacional de Cine de Moscú.
Rangel Valchanov murió el 30 de septiembre de 2013.

## Filmografía parcial

### Director
1. Where Are You Going? (1986)
2. Judge and the Forest (1975)
3. First Lesson (1960)